# Rein Taaramäe
Rein Taaramäe (Tartu, 24 de abril de 1987) es un ciclista estonio que compite en el equipo japonés Kinan Racing Team.

## Biografía
Debutó como profesional en 2008, ganando la sexta etapa (una contrarreloj) del Tour del Porvenir de ese año.
En 2009 empezó la temporada ganando la clasificación de la montaña de la Vuelta al País Vasco. Poco después, fue tercero en la general del Tour de Romandía, tras haber sido segundo en la etapa reina.
En 2011 ganó su segundo Campeonato de Estonia Contrarreloj y la decimocuarta etapa de la Vuelta a España comprendida entre Astorga y La Farrapona.
El año 2012 lo empezó con buen pie quedando segundo en la clasificación de la Vuelta a Andalucía y tercero en la general de la Estrella de Bessèges. Además de esto quedó también segundo en la penúltima etapa de la París-Niza. Tras estos resultados se colocó en primer puesto en la clasificación UCI Continental Profesional. Después de estos grandes resultados, su suerte cambió y padeció una Mononucleosis infecciosa y cuando se recuperó de esta, se rompió un codo participando en la Vuelta a Castilla y León. Aun así, consiguió ser quinto y noveno en las séptima y vigésima etapas del Tour de Francia. Además en este año ha sido campeón de Estonia contrarreloj y tercero en el campeonato de su país en ruta.
En el año 2013, estuvo con problemas repiratorios durante los primeros meses, pero consiguió un tercer puesto en el GP Cholet-Pays de Loire, la segunda posición en el Campeonato de Estonia Contrarreloj quedándose a solo 5 segundos del ganador, y la victoria en el Campeonato de Estonia en Ruta.

## Palmarés
| 2007 (como amateur) - 2.º en el Campeonato de Estonia Contrarreloj - 1 etapa del Circuito de las Ardenas 2008 - 2 etapas del Gran Premio de Portugal - 1 etapa del Tour del Porvenir 2009 - Campeonato de Estonia Contrarreloj - Campeonato de Estonia en Ruta - Tour de l'Ain, más 1 etapa 2011 - Campeonato de Estonia Contrarreloj - 1 etapa de la Vuelta a España 2012 - Campeonato de Estonia Contrarreloj - 3.º en el Campeonato de Estonia en Ruta 2013 - 2.º en el Campeonato de Estonia Contrarreloj - Campeonato de Estonia en Ruta 2014 - 1 etapa del Tour de Turquía - Tour de Doubs 2015 - Vuelta a Murcia - 2.º en el Campeonato de Estonia en Ruta - Vuelta a Burgos - Arctic Race de Noruega | 2016 - 1 etapa del Giro de Italia - Tour de Eslovenia, más 1 etapa 2017 - 3.º en el Campeonato de Estonia en Ruta 2019 - Campeonato de Estonia Contrarreloj 2021 - Campeonato de Estonia Contrarreloj - 1 etapa de la Vuelta a España 2022 - Campeonato de Estonia Contrarreloj 2023 - Campeonato de Estonia Contrarreloj - 3.º en el Campeonato de Estonia en Ruta 2024 - Campeonato de Estonia Contrarreloj 2025 - Campeonato de Estonia Contrarreloj |

## Resultados en Grandes Vueltas y Campeonatos del Mundo
| Carrera              | Carrera              | 2008 | 2009 | 2010 | 2011 | 2012 | 2013  | 2014 | 2015 | 2016 | 2017  | 2018  | 2019 | 2020 | 2021 | 2022 | 2023 | 2024 | 2025 |
| -------------------- | -------------------- | ---- | ---- | ---- | ---- | ---- | ----- | ---- | ---- | ---- | ----- | ----- | ---- | ---- | ---- | ---- | ---- | ---- | ---- |
|                      | Giro de Italia       | —    | —    | —    | —    | —    | —     | —    | —    | 29.º | —     | —     | —    | —    | 51.º | 46.º | Ab.  | —    | —    |
|                      | Tour de Francia      | —    | —    | Ab.  | 11.º | 36.º | 102.º | 88.º | Ab.  | —    | —     | F. c. | 66.º | —    | —    | —    | —    | —    | —    |
|                      | Vuelta a España      | —    | 74.º | —    | Ab.  | —    | —     | —    | —    | Ab.  | 147.º | —     | —    | —    | 55.º | Ab.  | Ab.  | Ab.  | —    |
| Mundial en Ruta      | Mundial en Ruta      | Ab.  | Ab.  | —    | —    | Ab.  | —     | Ab.  | 14.º | —    | —     | Ab.   | Ab.  | —    | —    | —    | —    | —    | —    |
| Mundial Contrarreloj | Mundial Contrarreloj | 29.º | —    | —    | —    | 35.º | —     | 36.º | 29.º | —    | —     | —     | —    | —    | —    | —    | —    | —    | —    |

—: no participa

F. c.: descalificado por "fuera de control"

Ab.: abandono

## Equipos
- Cofidis (2007[3] -2014)
  - Cofidis, le Crédit par Téléphone (2007-2008)
  - Cofidis, le Crédit en Ligne (2009-2010)
  - Cofidis, Solutions Crédits (2013-2014)
- Astana Pro Team (2015)
- Team Katusha (2016-2017)
  - Team Katusha (2016)
  - Team Katusha-Alpecin (2017)
- Direct Énergie (2018-2020)
  - Direct Énergie (2018-2019)[4]
  - Team Total Direct Énergie (2019-2020)
- Intermarché-Wanty[5] (2021-2024)
  - Intermarché-Wanty-Gobert Matériaux (2021-2022)
  - Intermarché-Circus-Wanty (2023)
  - Intermarché-Wanty (2024)
- Kinan Racing Team (2025-)